# Bynowo
Bynowo (deutsch Bienau) ist ein Ort in der polnischen Woiwodschaft Ermland-Masuren. Er gehört zur Gmina Miłomłyn (Stadt-und-Land-Gemeinde Liebemühl) im Powiat Ostródzki (Kreis Osterode in Ostpreußen).

## Geographische Lage
Bynowo liegt im Westen der Woiwodschaft Ermland-Masuren, 14 Kilometer nordwestlich der Kreisstadt Ostróda (deutsch Osterode in Ostpreußen).

## Geschichte
Das seinerzeitige Bienau wurde 1334 gegründet. 1874 kamen die Landgemeinde und der Gutsbezirk Bienau (letzterer mit dem Vorwerk Holstein (polnisch Kamieńczyk))  zum neu errichteten Amtsbezirk Amalienruh (polnisch Malinnik) im Kreis Osterode in Ostpreußen. Im Jahre 1910 zählten die Landgemeinde Bienau 270 und der Gutsbezirk Bienau 114 Einwohner.
Am 30. September 1928 wurde der Gutsbezirk Bienau (ohne Vorwerk Holstein) in die Landgemeinde Bienau integriert. Das Vorwerk Holstein kam am 15. November 1928 zur Landgemeinde Wilmsdorf (polnisch Wielimowo). Die Einwohnerzahl der auf diese Weise neu gebildeten Landgemeinde Bienau belief sich 1933 auf 375 und 1939 auf 337.
In Kriegsfolge wurde 1945 das gesamte südliche Ostpreußen an Polen überstellt. Bienau erhielt die polnische Namensform „Bynowo“ und ist heute eine Ortschaft innerhalb der Stadt-und-Land-Gemeinde Miłomłyn (Liebemühl) im Powiat Ostródzki (Kreis Osterode in Ostpreußen), bis 1998 der Woiwodschaft Olsztyn, seither der Woiwodschaft Ermland-Masuren zugehörig.

## Kirche
Bis 1945 war Bienau in die evangelische Pfarrkirche Liebemühl in der Kirchenprovinz Ostpreußen der Kirche der Altpreußischen Union, außerdem in die römisch-katholische Kirche Osterode i. Ostpr. eingegliedert.
Heute gehört Bynowo evangelischerseits zur Kirchengemeinde Ostróda in der Diözese Masuren der Evangelisch-Augsburgischen Kirche in Polen. Katholischerseits ist Bynowo jetzt ein eigener kirchlicher Standort, der als Filialgemeinde mit eigenem Gotteshaus in die Pfarrei Liwa (Bieberswalde) im Bistum Elbląg (Elbing) zugeordnet ist.

## Verkehr
Bynowo liegt an einer Nebenstraße, die von Miłomłyn (Liebemühl) bis nach Zalewo (Saalfeldt)führt. Drei lokale Nebenstraßen enden zudem in Bynowo. Eine Bahnanbindung besteht nicht.